# 텍사스 철도위원회
텍사스 철도위원회(영어: Railroad Commission of Texas)는 1891년 텍사스주 의회에 의해 설립되었으며, 석유가스 업계, 가스시설, 파이프라인 안전, 액화석유가스 업계 안전, 석탄과 우라늄 채굴을 규제하는 미국의 국가기관이다. 조직명칭이 보여주는 것과 달리 철도에 관한 규제는 2005년에 중단했으며, 이후 관련 업무는 텍사스 교통국으로 이전되었다.

## 같이 보기
- 텍사스주의 역사